# تورستن رانفت
تورستن رانفت (آلمانی: Torsten Ranft؛ زادهٔ ۱۹۶۱) بازیگر اهل آلمان است. از فیلم‌ها یا مجموعه‌های تلویزیونی که وی در آن‌ها نقش داشته‌است می‌توان به لوته در باهاوس اشاره نمود.

## زندگی‌نامه
تورستن رانفت در لایپزیگ بزرگ شد. او پس از گذراندن خدمت وظیفه عمومی خود در هنگ تفنگداران موتوری ۲۸ ارتش ملی خلق در روستوک، از سال ۱۹۸۲ تا ۱۹۸۴ در مدرسه عالی تئاتر لایپزیگ به تحصیل در رشته بازیگری پرداخت. از ۱۹۸۵ تا ۱۹۸۹ نیز در «مدرسه عالی هنرهای نمایشی ارنست بوش» در برلین شرقی تحصیل کرد.
سپس در تئاتر کلایست در فرانکفورت (اودر)، فولکس‌بیونه برلین، خانه نمایش بوخوم، تئاتر برمن، تئاتر هانوفر و خانه نمایش آلمانی هامبورگ به ایفای نقش پرداخت. از فصل تئاتری ۲۰۱۰/۲۰۰۹ رانفت عضو ثابت گروه تئاتر دولتی درسدن است.
رانفت همچنین نقش‌های فراوانی در تولیدات مختلف سینما و تلویزیون ایفا کرده است. او به‌ویژه با بازی در نقش اصلی قسمت پرونده جدول کلمات متقاطع از مجموعه تماس با پلیس ۱۱۰ (۱۹۸۸) شناخته شد. رانفت تا کنون در بیش از ۵۰ تولید سینمایی و تلویزیونی مقابل دوربین بازی کرده است.
رانفت یک دختر دارد و در درسدن زندگی می‌کند.